# Raffinerie de Puerto La Cruz
La raffinerie de Puerto La Cruz ou raffinerie de Guaranguao, est un complexe de raffinage d'hydrocarbures situé à Puerto La Cruz dans l'État d'Anzoátegui au Venezuela. Elle est la deuxième du pays pour ce qui est de la production avec 200 000 barils par jour, après le complexe de raffinage de Paraguaná et ses 940 000 barils par jour.

## Historique
La construction du complexe de raffinage débute en 1948 et commence ses opérations en 1950 avec 44 000 barils quotidiens pour atteindre progressivement 200 000 barils en 2000. 
Le 11 août 2012, la foudre frappe une lagune de traitement du complexe provoquant un important incendie sans faire de victime.